# Jüdischer Friedhof Alte Gladbacher Straße (Krefeld)

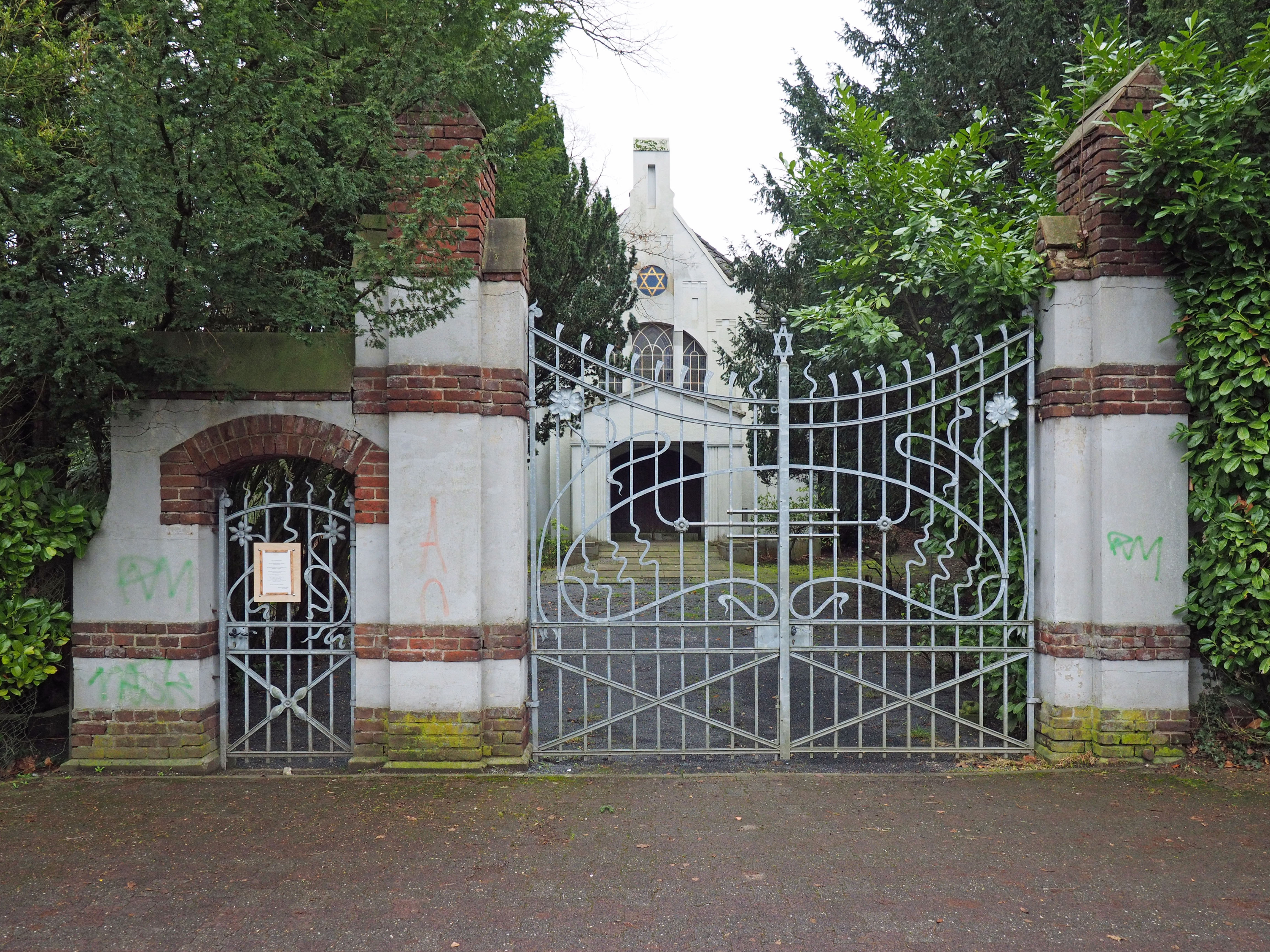
Eingang zum jüdischen Friedhof in der Alten Gladbacher Straße in Krefeld (2020)

Der Jüdische Friedhof Alte Gladbacher Straße liegt in der kreisfreien Stadt Krefeld in Nordrhein-Westfalen. Auf dem sogenannten neuen jüdischen Friedhof in der Alten Gladbacher Straße sind etwa 730 bis an die 800 Grabsteine vorhanden.

## Geschichte
Der Friedhof wird seit 1903 belegt, 1916 wurde das Friedhofsgelände erweitert. Seit 1935 befinden sich auf diesem Friedhof (Feld 10) auch die Begräbnisse des untergegangenen Friedhofs Osterath. Während der NS-Zeit wurden etwa 60 % der damals 1000 Grabsteine durch eine Steinmetzfirma nach Viersen abtransportiert, nach 1945 wurden die meisten Steine zurückgebracht. In den 1960er Jahren wurde der Friedhof dreimal geschändet.